# 韋尼克腦病變
韋尼克腦病變（Wernicke encephalopathy，WE）是一种脑部疾病，症狀包括眼肌麻痺（眼球运动异常）、運動失調和意識混亂（思维混乱）。约有 10% 的人会同時出現这三种症状，其中最常發生的是思维混乱 。通常是突然发病。發病後，患者走路时通常双脚分开，迈小步。
它是由缺乏硫胺素造成。危险因子包括酗酒和營養不良，可能與遗传因素有關。营养不良的原因可能包括孕期恶心呕吐、进食障碍或癌症。依症状诊断；也可透過测量血中的硫胺濃度輔助診斷 。若不治疗，大约 80% 的患者会并发高沙可夫症候群，出現记忆问题。合併兩種病症時合称韋尼克-高沙可夫症候群。
以补充硫胺治疗，症状會在数天至数周内好转，但可能会留下慢性的後遺症。通常，硫胺補充剂量为 100 至 200 毫克，每天静脉注射一至三次，连续注射 3 至 5 天。若合併低血鎂症，则应同時一併治疗。若不治疗，死亡率高達15%。
大约 2% 的人患有韋尼克腦病變；不过，酗酒患者的發病率 12.5%，艾滋病患者中的發病率亦達10%。一般认为此病的诊断可能被低估。最初于 1881 年由卡爾·韋尼克（Carl Wernicke）描述。